# Arlington Springs Man
Als Arlington Springs Man (auch bekannt als Arlington Man und Arlington Springs Woman) werden menschliche Überreste bezeichnet, die 1959 auf der Insel Santa Rosa vor der Küste Kaliforniens entdeckt wurden.

## Fund
Das Fossil wurde von Philip C. Orr entdeckt, dem damaligen Kurator für Anthropologie am Museum for Natural History in Santa Barbara. Er fand die aus der Erde herausragenden Knochen in einem erodierten Canyon namens Arlington in der Nähe einer Quelle (englisch spring) auf Santa Rosa, die zu den Channel Islands gehört. Er beließ sie aber erst in situ und ließ die Fundstätte von Wissenschaftlern begutachten, um keine Zweifel über den stratigrafischen Kontext aufkommen zu lassen. Bei der Ausgrabung wurden 11,4 Meter unter der Erdoberfläche zwei Oberschenkelknochen, ein Oberarmknochen und ein unidentifizierter Knochen geborgen. Es gab keine Beifunde wie Tierknochen oder Steinwerkzeuge. Orr identifizierte die Überreste aufgrund der Oberschenkelknochen als die eines Mannes. Erste chemische Untersuchungen wiesen eine Fossilisation der Knochen nach, die auf ein hohes Alter hindeutete. Radiokohlenstoffdatierungen der Kohle in der Fundschicht ergaben ein Alter von 10400 ± 200 bzw. 10000 ± 200 Jahren Before Present. Die Knochen waren nach damaligem Stand der Technik für eine Radiokohlenstoffdatierung ungeeignet. Orr verpackte die Knochen in Erde aus der Fundschicht und lagerte sie in Erwartung besserer Datierungsmethoden in seinem Museum.

## Spätere Untersuchungen
Das Kollagen aus dem Oberschenkelknochen wurde 1989 von Reiner Berger und Reiner Protsch auf 10800 ± 810 Jahre und damit auf ein ähnliches Alter wie die Kohle bestimmt; die Arbeiten von Protsch, der zahlreicher Fehldatierungen überführt ist, gelten jedoch als nicht seriös.
Aufgrund des Fundortes bestand die Möglichkeit, dass die Knochen dorthin geschwemmt worden waren und tatsächlich jünger waren als die sie umgebende Kohle. Um diese Unsicherheit auszuräumen, bemühte sich Orrs Nachfolger John R. Johnson um eine neue Datierung der Knochen mit modernen Methoden; sie waren aber auch für die verbesserte Radiokohlenstoffdatierung kaum geeignet. Auch brauchbare DNA konnte nicht gefunden werden. Die Wissenschaftler fanden jedoch in der Erde, in der Orr den Fund verpackt hatte, den Knochen einer ausgestorbenen Riesenhirschmaus (Peromyscus nesodytes), der sich in besserem Zustand befand als die menschlichen Knochen. Der Mausknochen wurde auf 11.490 ± 70 Jahre datiert. Eine Beschleuniger-Massenspektrometrie des Osteocalcin in den menschlichen Knochen erbrachte ein Ergebnis von 6.610 ± 60 Jahren, die des Kollagens wiederum 10.960 ± 80 Jahre. Bei neuen Grabungen wurde 1994 das Skelett eines Zwergmammuts auf Santa Rosa gefunden. Daraus zog Johnson den Schluss, dass Menschen bei ihrer Ankunft im späten Pleistozän Zwergmammuts auf der Insel antrafen. Santa Rosa und drei Nachbarinseln bildeten zu dieser Zeit wegen des niedrigeren Meeresspiegels eine große Insel namens Santa Rosae. Aus dem gleichen Grund war auch die Wasserstraße zwischen der Insel und der kalifornischen Küste weniger breit.
Die Knochen wurden 1999 per Computertomographie neu vermessen und mit statistischen Daten abgeglichen. Der Anthropologe Phillip Walker schloss aus diesen Daten, dass es sich um Überreste einer Frau handle und sie demnach korrekt Arlington Springs Woman heißen müsse. 
2001 unternahm Johnson neue Grabungen auf Santa Rosa, um die Stratigrafie des Fundortes exakter zu bestimmen. Es stellte sich dabei heraus, dass Schichten darüber und darunter älter waren als die eigentliche Fundschicht. Die Knochen konnten somit durch den Wasserlauf in unmittelbarer Nähe mit jüngerem Material an ihre Fundstelle geschwemmt worden sein. In Kombination der Datierung der neu gefundenen Schichten und des Mausknochens kommt er auf eine mögliche Zeitspanne zwischen 11.200 und 11.580 Jahren. Das entspricht einem kalibrierten Alter von 13.200 bis 13.500 Jahren. Damit wären die Knochen von Arlington die ältesten je gefundenen Menschenknochen auf dem amerikanischen Kontinent. Dies wiederum würde bedeuten, dass die Paläo-Indianer schon damals Wasserfahrzeuge hätten besitzen müssen, um den Santa-Barbara-Kanal zu überwinden.
Im September 2006 korrigierten John R. Johnson und Philipp Walker ihre Einschätzung über das Geschlecht des Fundes. Eine zweite Anthropologin identifizierte die Knochen als männlich, und Johnson entdeckte in den Aufzeichnungen des verstorbenen Entdeckers Orr die Maße des mittlerweile verlorenen Oberschenkelkopfes, der eher männliche Ausmaße hatte. Damit handle es sich mit größerer Wahrscheinlichkeit doch um einen Mann.